# Diospyros winitii
Diospyros winitii är en tvåhjärtbladig växtart som beskrevs av Harold Roy Fletcher. Diospyros winitii ingår i släktet Diospyros och familjen Ebenaceae. Inga underarter finns listade i Catalogue of Life.

## Bildgalleri

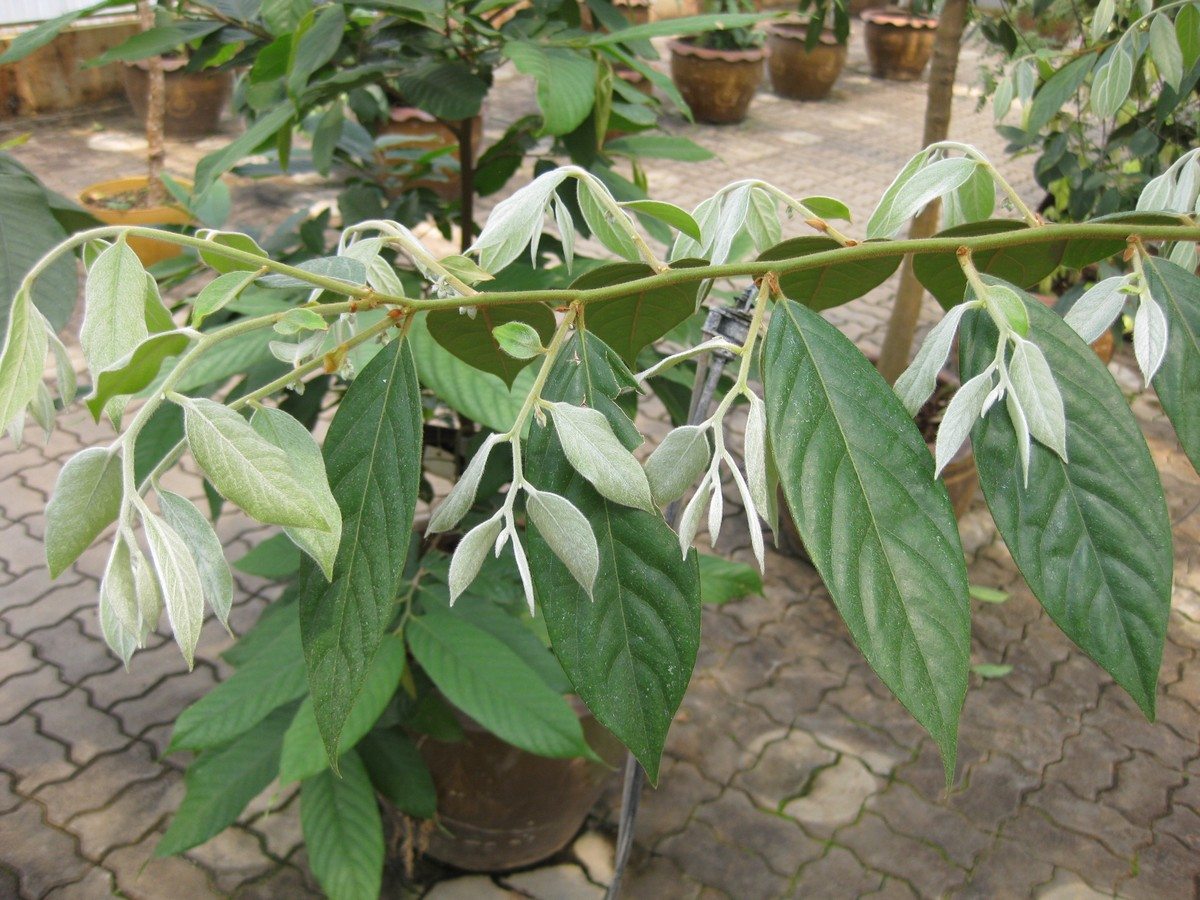
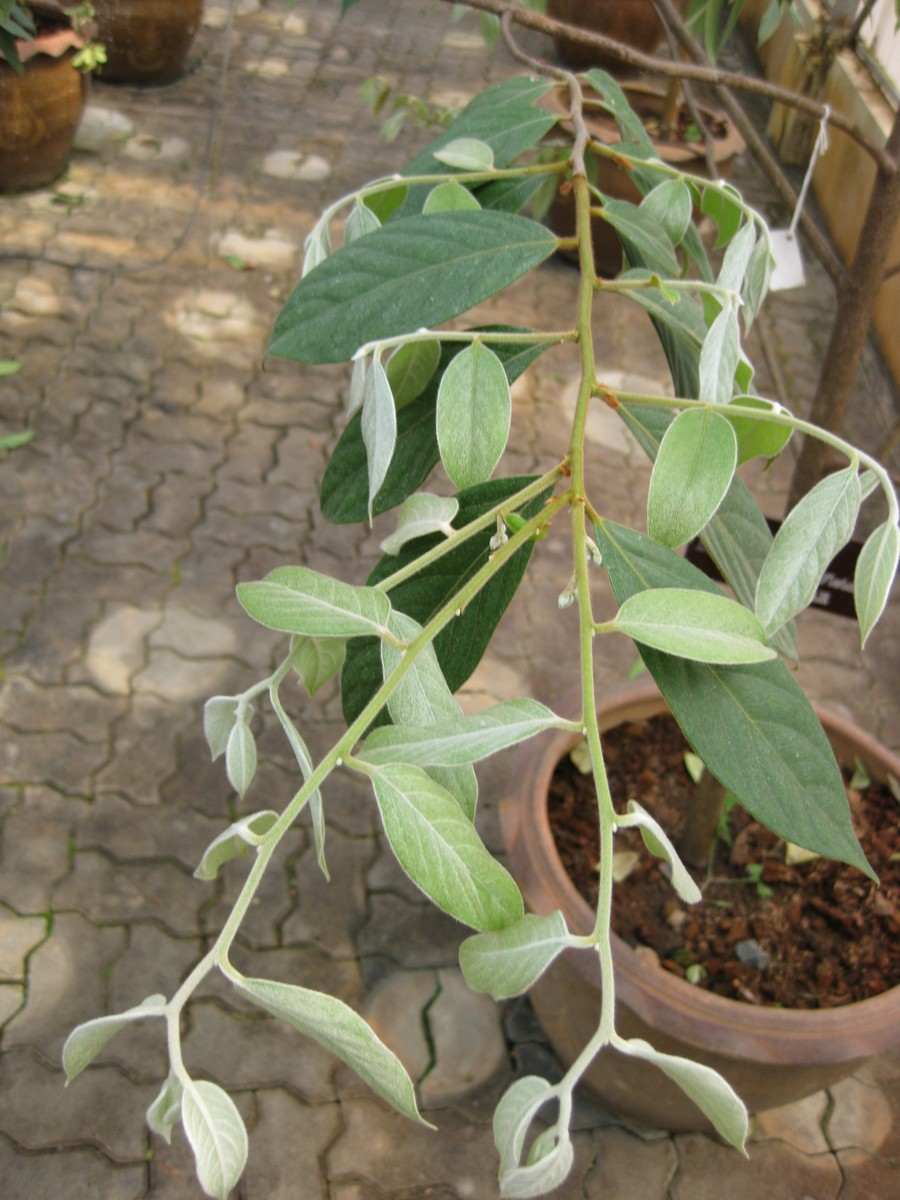
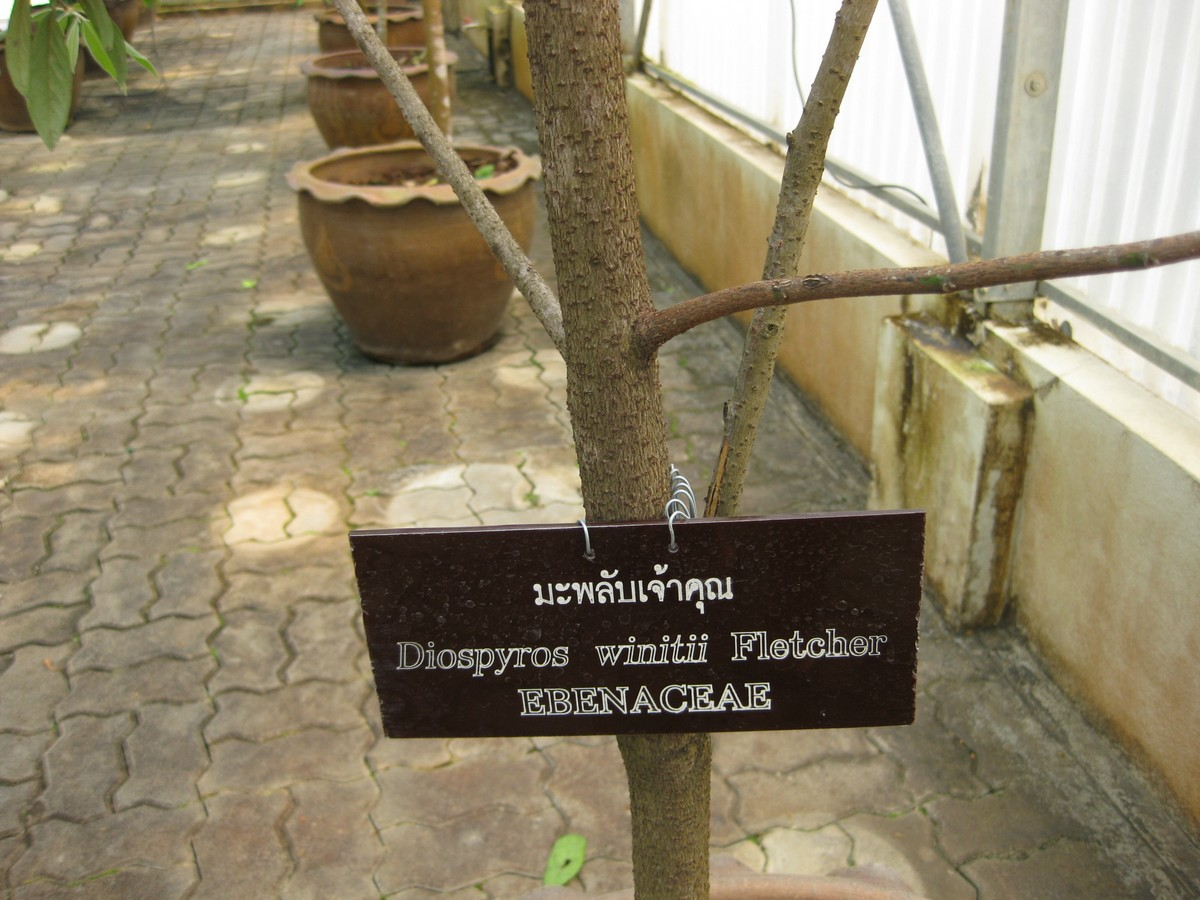